# 김채원 (1997년)
김채원(金採媛, 1997년 11월 8일 ~ )은 대한민국의 前 걸 그룹 에이프릴의 메인보컬이고 멤버였다.

## 학력
- 공주여자중학교 (졸업)
- 공주금성여자고등학교 (졸업)
- 성신여자대학교 현대실용음악학과 (재학)

## 생애
1997년 11월 8일 충청남도 공주시에서 태어났다. 어릴적 꿈은 아나운서였다고 한다. 2004년 3월 초등학교 입학을 했으며 그후 학교 방송반을 들어갔다. 2006년 피아노 콩쿨 대회에서 최우수상을 수상했다.
2010년 2월 초등학교를 졸업했으며, 3월 공주여자중학교를 입학을 했고, 초등학생때 와 마찬가지로 학교 방송반에 들어갔다. 중학생때부터 가수의 꿈을 꾸기 시작했으며 2011년 대전에서 《슈퍼스타 K3》오디션을 봤으나 탈락했고, 이후 SBS 《k팝스타 시즌2》오디션을 봤다. 2012년 생일날 DSP 미디어 연습생으로 발탁되었고, 그후 학교를 마치고 충남에서 서울로 거의 매일 고속버스를 타고 왕복을 했다. 2013년 3월 공주금성여자고등학교를 입학했다.
3년동안 연습생 생활을 했으며, 2015년 8월 24일 걸 그룹 에이프릴 멤버로 데뷔했다. 같은 해 11월 자신의 고향인 공주에서 2016학년도 대학수학능력시험을 치렀으며, 2016년 2월 3일 고등학교를 졸업했다. 이후 재수를 했으며, 같은 해 11월 17일 공주에서 수능을 봤다. 이후 채경과 함께 성신여자대학교에 수시로 지원하여, 채원은 실용음악과에 수석 합격하였다. 2017년 2월 24일 수석으로 입학했다.

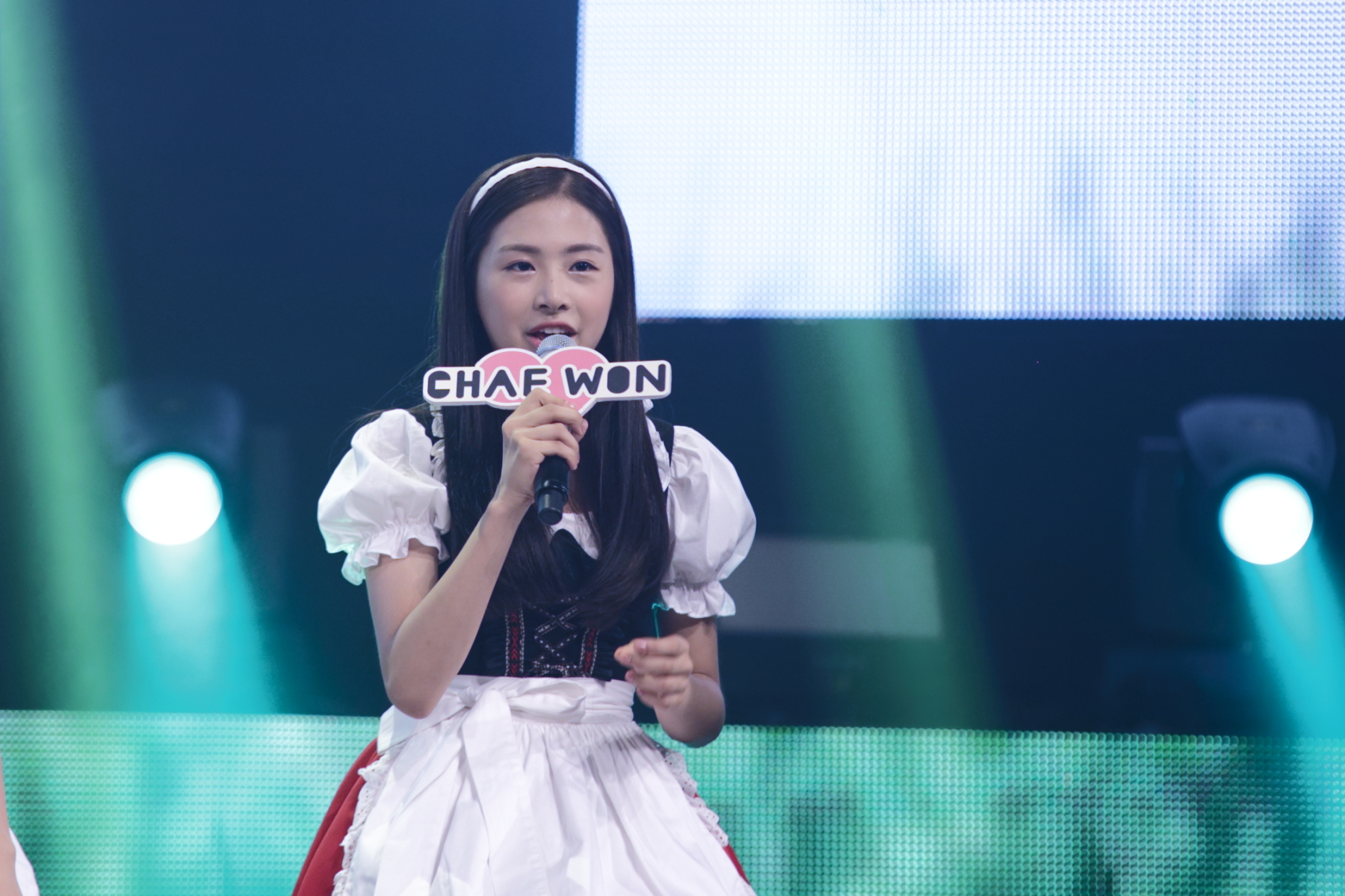
2015년 8월 24일 에이프릴 쇼케이스에서 채원

2014년 카라 프로젝트라는 프로그램에서 베이비카라로 카라 허영지와 전 퓨리티 멤버 (윤채경, 조시윤, 전소민)과 함께 출연했으며, 결승무대에 진출해서 4위를 했다.
그 이후 소민과 함께 DSP 캐롤앨범에도 참여하였으며, 2015년 8월 24일 걸 그룹 에이프릴 멤버로 데뷔했다.

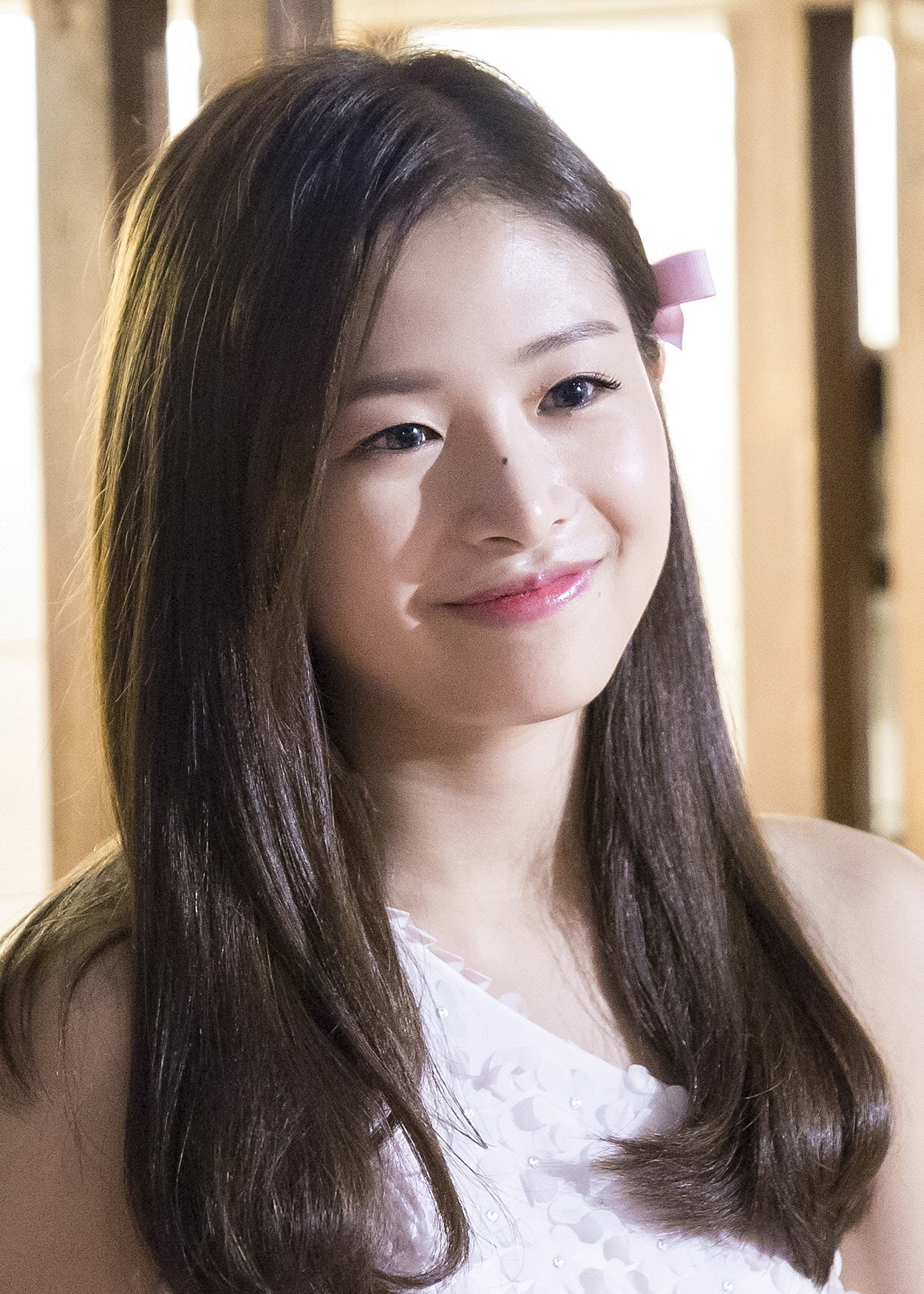
2016년 8월 9일 대구 달콤커피 콘서트에서 채원

2016년 4월 10일에 방영한 MBC 《신비한TV 서프라이즈》의 언빌리버블 스토리 '조선의 노래' 편에서 목포의 눈물로 유명한 가수 이난영 역으로 특별출연 했다.
5월 27일 자정 공식 SNS 계정을 통해 프로젝트 앨범 ‘시계’의 주인공인 채경×채원의 콘셉트 포토와 함께 음원 발매 일이 오는 6월 1일 자정임을 밝혔다. 5월 29일 '시계' 미리듣기 영상을 공개했으며, 시계’ 음원 공개를 하루 앞두고 5월 31일 자정부터 공식 SNS를 통해 매 시간 정각을 알리는 영상을 순차적으로 공개했고,
6월 1일 자정에 음원 발매 및 뮤직비디오 가 공개되었다.
이후 7월 웹 드라마 《응답하라 평창, 100 °F》에 여주인공 황혜원 역으로 출연했다.
여성 래퍼 키썸과 함께 참여한 《최강 배달꾼》 OST <니가 필요해>가 2017년 8월 26일에 발매되었다.
이진솔과 함께 참여한 《그남자 오수》 OST <또 혼자라는 게>가 2018년 3월 13일 발매되었다.
2018년 5월 17일에 발매된 웹드라마 《달콤쌉쌀 로맨스》 OST 하현곤팩토리의 <펑펑 울었어> 피처링에 참여했다.

## 음반 활동

### 콜라보레이션
| 음반 정보 | 발매일         | 곡 목록                             |
| --------- | -------------- | ----------------------------------- |
| 시계      | 2016년 6월 1일 | 1. 시계 (With.채경) 2. 시계 (Inst.) |

### 참여 음반
| 앨범 정보    | 발매일           | 참여곡                             |
| ------------ | ---------------- | ---------------------------------- |
| White Letter | 2014년 12월 15일 | - White - 그대안의 나(With.전소민) |

### OST
| 앨범 정보              | 발매일           | 가수           | 수록곡                                      |
| ---------------------- | ---------------- | -------------- | ------------------------------------------- |
| 최강 배달꾼 OST Part.6 | 2017년 8월 26일  | 김채원, 키썸   | 1. 니가 필요해 2. 니가 필요해 (Inst.)       |
| 그남자 오수 OST Part.2 | 2018년 3월 13일  | 김채원, 이진솔 | 1. 또 혼자라는 게 2. 또 혼자라는 게 (Inst.) |
| 동네앨범 OST           | 2019년 7월 6일   | 김채원, 대원   | 1. 허밍(Humming) 2. 허밍(Humming) (Inst.)   |
| 경우의 수 OST Part.3   | 2020년 10월 10일 | 김채원, 그_냥  | 1. Sweet Dream 2. Sweet Dream (Inst.)       |
| 복수해라 OST Part.2    | 2020년 11월 29일 | 김채원         | 1. 끝에서 2. 끝에서 (Inst.)                 |

## 음반 외 활동

### 드라마
| 연도 | 방송사            | 제목                      | 역할   | 비고              |
| ---- | ----------------- | ------------------------- | ------ | ----------------- |
| 2016 | 대도서관TV        | 《대생》                  | 채원   | 특별출연 웹드라마 |
| 2016 | 네이버 TV KBS myK | 《응답하라 평창, 100 °F》 | 황혜원 | 웹드라마          |
| 2020 | 네이버 TV         | 《3인칭 연애시점》        | 임영주 | 웹드라마          |

### 연극
| 제목        | 배역   | 기간                               | 비고   |
| ----------- | ------ | ---------------------------------- | ------ |
| 안녕 말판씨 | 주소원 | 2019년 8월 23일 ~ 2019년 10월 27일 | [ 12 ] |

### 방송
| 2014       | MBC 뮤직                             | 《카라 프로젝트: 카라 더 비기닝》                   | 5월 27일~7월 1일    | 참가자     |  |         |                 |           |          |      |         |                 |          |          |      |           |                   |          |        |
| 2015       | K-STAR                               | 《식신로드》                                        | 10월 17일           | 게스트     |  |         |                 |           |          |      |         |                 |          |          |      |           |                   |          |        |
| 2016       |                                      |                                                     |                     |            |  |         |                 |           |          |      |         |                 |          |          |      |           |                   |          |        |
| MBC        | 《서프라이즈》                       | 4월 10일                                            | 이난영              | 특별출연   |  |         |                 |           |          |      |         |                 |          |          |      |           |                   |          |        |
| 아리랑 TV  | 《After School Club》(en)            | 5월 17일                                            | 게스트              |            |  |         |                 |           |          |      |         |                 |          |          |      |           |                   |          |        |
| iMBC       | 《박소현의 아이돌TV》                | 5월 24일                                            | 게스트              |            |  |         |                 |           |          |      |         |                 |          |          |      |           |                   |          |        |
| KBS2       | 《1 대 100》                         | 6월 21일                                            | 출연자              |            |  |         |                 |           |          |      |         |                 |          |          |      |           |                   |          |        |
| KBS2       | 《1 대 100》                         | 7월 5일                                             | 출연자              |            |  |         |                 |           |          |      |         |                 |          |          |      |           |                   |          |        |
| 미야기 TV  | 《山派のサンド伊達軍団VS海派の富澤》 | 7월 16일                                            | 게스트              | 특집방송   |  |         |                 |           |          |      |         |                 |          |          |      |           |                   |          |        |
| JTBC       | 《걸스피릿》                         | 7월 19일                                            | 출연자              |            |  |         |                 |           |          |      |         |                 |          |          |      |           |                   |          |        |
| MBC        | 《능력자들》                         | 7월 21일                                            | 게스트              |            |  |         |                 |           |          |      |         |                 |          |          |      |           |                   |          |        |
| MBC every1 | 《맛있을 지도 시즌2》                | 7월 31일                                            | 게스트              |            |  |         |                 |           |          |      |         |                 |          |          |      |           |                   |          |        |
| JTBC       | 《걸스피릿》                         | 8월 23일                                            | 특별 지원군         |            |  |         |                 |           |          |      |         |                 |          |          |      |           |                   |          |        |
| SBS MTV    | 《더 쇼》                            | 9월 6일                                             | 출연자              |            |  |         |                 |           |          |      |         |                 |          |          |      |           |                   |          |        |
| 네이버 V   | 《한밤의 연예뉴스》                  | 9월 26일                                            | 출연자              | 인터뷰     |  |         |                 |           |          |      |         |                 |          |          |      |           |                   |          |        |
| EBS 1TV    | 《생방송 톡!톡! 보니하니》           | 10월 14일                                           | 특별출연            |            |  |         |                 |           |          |      |         |                 |          |          |      |           |                   |          |        |
| 2017       | SBS MTV                              | 《더 쇼》                                           | 2월 28일            | 스페셜DJ   |  |         |                 |           |          |      |         |                 |          |          |      |           |                   |          |        |
| 2017       | 국방TV                               | 《리얼 병영 톡! 행군기》                            | 5월 13일            | 출연자     |  |         |                 |           |          |      |         |                 |          |          |      |           |                   |          |        |
| 2017       | 국방TV                               | 《리얼 병영 톡! 행군기》                            | 5월 20일            | 출연자     |  |         |                 |           |          |      |         |                 |          |          |      |           |                   |          |        |
| 2017       | O'live                               | 《오늘 뭐 먹지》                                    | 5월 23일            | 게스트     |  |         |                 |           |          |      |         |                 |          |          |      |           |                   |          |        |
| 2017       | KBS2                                 | 《연예가중계》                                      | 6월 30일            | 프로파일러 |  |         |                 |           |          |      |         |                 |          |          |      |           |                   |          |        |
| 2017       | EBS2                                 | 《新교실혁신 프로젝트 - 자유학기제, 학교를 바꾸다》 | 12월 1일            | 더빙       |  |         |                 |           |          |      |         |                 |          |          |      |           |                   |          |        |
| 2018       | V앱                                  | 《MOMOX아큐멘터리》                                 | 11월 2일            | 출연자     |  |         |                 |           |          |      |         |                 |          |          |      |           |                   |          |        |
| 2018       | V앱                                  | 《MOMOX아큐멘터리》                                 | 11월 9일            | 출연자     |  |         |                 |           |          |      |         |                 |          |          |      |           |                   |          |        |
| 2020       | Mnet                                 | 《TMI NEWS》 : 설특집 아이돌 트로트 자랑            | 1월 22일            | 출연자     |  |         |                 |           |          |      |         |                 |          |          |      |           |                   |          |        |
| 2020       | 스크린골프존                         | 《퀸즈CLUB》                                        | 6월 28일 ~ 7월 19일 | 고정출연   |  |         |                 |           |          |      |         |                 |          |          |      |           |                   |          |        |
| 2020       | MBC                                  | 《미스터리 음악쇼 복면가왕》                        | 6월 28일 ~ 7월 5일  | 참가자     |  |         |                 |           |          |      |         |                 |          |          |      |           |                   |          |        |
| 2020       | JTBC                                 | 《히든싱어 시즌 6》                                 | 10월 16일           | 모창능력자 |  | KBS JOY | 《연애의 참견》 | 12월 14일 | 재연배우 | 2021 | KBS JOY | 《연애의 참견》 | 1월 26일 | 재연배우 | 2022 | TV CHOSUN | 《바람의 남자들》 | 8월 30일 | 게스트 |

### 뮤직비디오
- 2014년 DSP FRIENDS -《White》
- 2016년 채경, 채원 -《시계》